# Canthylidia tenuistria
Canthylidia tenuistria là một loài bướm đêm trong họ Noctuidae. Loài này được Turner miêu tả khoa học lần đầu tiên năm 1902.